# Nayland
Nayland est un village dans la paroisse civile d'Nayland-with-Wissington, dans le district de Babergh dans le Suffolk en Angleterre, situé à 9 kilomètres de Colchester. Sa population est de 938 habitants (2011). Dans le Domesday Book de 1086, il est cité sous le nom de Eilanda.